# HC Slavia Praha 2023/2024
HC Slavia Praha 2023/2024 popisuje působení hokejového klubu HC Slavia Praha ve druhé nejvyšší české soutěži v sezóně 2023/2024. Hlavním trenérem klubu byl do 21. listopadu 2023 Daniel Tvrzník, jehož kvůli neuspokojivým výsledkům vystřídal Aleš Totter a Tvrzník se stal jeho asistentem. Následující den se navíc sportovním poradcem klubu stal Patrik Eliáš. Na začátku roku 2024 navíc na vlastní žádost skončil trenér brankářů Roman Málek, jenž se přesunul k juniorskému týmu, a na jím uvolněné místo nastoupil Jan Chábera, který do té doby v klubu působil u mládeže.

## Příprava
| 8. srpna 2023 17.30                                               | HC Slavia Praha                                                   | 1 : 0 SN (0:0, 0:0, 0:0 – 1:0) | SC Marimex Kolín                                     | Zimní stadion Eden |  |
| Roman Málek                                                       | Roman Málek                                                       | Brankáři                       | Tomáš Sajdl (do 29:24) Jakub Tichý (od 29:25)        |                    |  |
| Lukáš Žejdl Josef Slavíček Lukáš Strnad Vojtěch Polák Jiří Průžek | Lukáš Žejdl Josef Slavíček Lukáš Strnad Vojtěch Polák Jiří Průžek | Samostatné nájezdy 0:0 1:0 2:0 | Lukáš Pajer Petr Moravec Stanislav Vrhel Marek Němec |                    |  |
| 6 min                                                             | 6 min                                                             | Tresty                         | 6 min                                                |                    |  |

| 10. srpna 2023 17.30                                                                | Piráti Chomutov                                                                     | 4 : 6 (1:3, 3:2, 0:1)                   | HC Slavia Praha | ČEZ Stadion Chomutov Návštěvnost: 1313                    |  |
| Richard Běhula (do 26:21) Adam Horák (od 26:22)                                     | Richard Běhula (do 26:21) Adam Horák (od 26:22)                                     | Brankáři                                | Tomáš Volevecký | Rozhodčí: David Žižka Čároví: Richard Coubal Rudolf Tichý |  |
| Tomáš Koblížek 08:55' Tadeáš Svoboda 24:57' František Mála 26:21' David Putz 30:24' | Tomáš Koblížek 08:55' Tadeáš Svoboda 24:57' František Mála 26:21' David Putz 30:24' | 1:0 1:1 1:2 1:3 1:4 1:5 2:5 3:5 4:5 4:6 | 09:16' Josef Slavíček 12:37' Vojtěch Polák 18:09' Matěj Kvasnička 20:41' Jaroslav Brož 23:45' Filip Eliáš 42:15' Stanislav Tichý | Rozhodčí: David Žižka Čároví: Richard Coubal Rudolf Tichý |  |
| 8 min                                                                               | 8 min                                                                               | Tresty                                  | 8 min | Rozhodčí: David Žižka Čároví: Richard Coubal Rudolf Tichý |  |

| 15. srpna 2023 18.00                   | HC Baník Sokolov                       | 2 : 4 (1:0, 1:3, 0:1)   | HC Slavia Praha                                                                     | Zimní stadion Sokolov |  |
| Petr Hamalčík                          | Petr Hamalčík                          | Brankáři                | Michal Pittr                                                                        |                       |  |
| Adam Křemen 12:29' Tobiáš Handl 37:41' | Adam Křemen 12:29' Tobiáš Handl 37:41' | 1:0 1:1 1:2 1:3 2:3 2:4 | 25:51' Michal Simon 26:32' Tomáš Labuzík 28:18' Robin Všetečka 59:03' Jaroslav Brož |                       |  |
| 4 min                                  | 4 min                                  | Tresty                  | 6 min                                                                               |                       |  |

| 17. srpna 2023 17.30  | HC Slavia Praha       | 1 : 2 (0:1, 1:1, 0:0) | HC Stadion Litoměřice                   | Zimní stadion Eden |  |
| Roman Málek           | Roman Málek           | Brankáři              | Lukáš Pařík                             |                    |  |
| Robin Všetečka 35:08' | Robin Všetečka 35:08' | 0:1 0:2 1:2           | 06:00' Riku Sihvonen 26:41' Tomáš Guman |                    |  |
| 4 min                 | 4 min                 | Tresty                | 6 min                                   |                    |  |

| 22. srpna 2023 17.30                                        | HC Slavia Praha                                             | 3 : 1 (1:0, 0:0, 2:1) | HC Baník Sokolov | Zimní stadion Eden |  |
| Tomáš Volevecký                                             | Tomáš Volevecký                                             | Brankáři              | Martin Michajlov |                    |  |
| Jiří Průžek 03:40' Tomáš Labuzík 49:42' Michal Simon 58:24' | Jiří Průžek 03:40' Tomáš Labuzík 49:42' Michal Simon 58:24' | 1:0 1:1 2:1 3:1       | 43:28' Jan Mlčák |                    |  |
| 6 min                                                       | 6 min                                                       | Tresty                | 8 min            |                    |  |

| 24. srpna 2023 18.00                                                                                          | Rytíři Kladno                                                                                                 | 5 : 3 (1:1, 2:0, 2:2)           | HC Slavia Praha                                              | ČEZ stadion Kladno Návštěvnost: 1340                              |  |
| Landon Bow | Landon Bow | Brankáři                        | Roman Málek                                                  | Rozhodčí: Tomáš Horák Tomáš Micka Čároví: Jakub Frodl Jakub Dědek |  |
| Tomáš Plekanec 17:24' Jaromír Pytlík 27:03' Richard Jarůšek 33:39' Richard Jarůšek 56:30' Ondřej Bláha 59:41' | Tomáš Plekanec 17:24' Jaromír Pytlík 27:03' Richard Jarůšek 33:39' Richard Jarůšek 56:30' Ondřej Bláha 59:41' | 0:1 1:1 2:1 3:1 3:2 4:2 4:3 5:3 | 09:37' Tomáš Labuzík 45:18' Marek Slavík 58:33' Edgars Kulda | Rozhodčí: Tomáš Horák Tomáš Micka Čároví: Jakub Frodl Jakub Dědek |  |
| 8 min | 8 min | Tresty                          | 6 min                                                        | Rozhodčí: Tomáš Horák Tomáš Micka Čároví: Jakub Frodl Jakub Dědek |  |

| 29. srpna 2023 17.30                                                       | HC Stadion Litoměřice                                                      | 4 : 2 (0:0, 3:1, 1:1)   | HC Slavia Praha                        | Kalich aréna                                                             |  |
| Lukáš Pařík                                                                | Lukáš Pařík                                                                | Brankáři                | Michal Pittr                           | Rozhodčí: Radek Wagner Kamil Zavřel Čároví: Václav Juránek Petr Maštalíř |  |
| Pavel Kordule 27:38' Petr Ton 29:45' Josef Jícha 34:58' Tomáš Guman 49:23' | Pavel Kordule 27:38' Petr Ton 29:45' Josef Jícha 34:58' Tomáš Guman 49:23' | 0:1 1:1 2:1 3:1 4:1 4:2 | 23:44' Edgars Kulda 55:58' Filip Eliáš | Rozhodčí: Radek Wagner Kamil Zavřel Čároví: Václav Juránek Petr Maštalíř |  |
| 18 min                                                                     | 18 min                                                                     | Tresty                  | 12 min                                 | Rozhodčí: Radek Wagner Kamil Zavřel Čároví: Václav Juránek Petr Maštalíř |  |

| 31. srpna 2023 17.30                                                         | HC Slavia Praha                                                              | 4 : 2 (0:2, 1:0, 3:0)   | Rytíři Kladno                          | Zimní stadion Eden                                                |  |
| Roman Málek                                                                  | Roman Málek                                                                  | Brankáři                | Landon Bow                             | Rozhodčí: Jan Jaroš Jakub Zeliska Čároví: David Thuma Goran Jurak |  |
| Lukáš Žejdl 28:13' Filip Eliáš 44:58' Lukáš Strnad 46:49' Lukáš Žejdl 58:18' | Lukáš Žejdl 28:13' Filip Eliáš 44:58' Lukáš Strnad 46:49' Lukáš Žejdl 58:18' | 0:1 0:2 1:2 2:2 3:2 4:2 | 09:48' Ondřej Bláha 14:17' Matěj Beran | Rozhodčí: Jan Jaroš Jakub Zeliska Čároví: David Thuma Goran Jurak |  |
| 4 min                                                                        | 4 min                                                                        | Tresty                  | 12 min                                 | Rozhodčí: Jan Jaroš Jakub Zeliska Čároví: David Thuma Goran Jurak |  |

| 5. září 2023 17.30 | HC Slavia Praha | 6 : 0 (2:0, 0:0, 4:0)   | HC Letci Letňany | Zimní stadion Eden |  |
| Tomáš Volevecký | Tomáš Volevecký | Brankáři                | Josef Němeček    |                    |  |
| Jaroslav Brož 01:54' Vojtěch Polák 16:09' Jan Holý 44:03' Tomáš Knotek 45:35' Lukáš Žejdl 48:31' Vojtěch Polák 59:15' | Jaroslav Brož 01:54' Vojtěch Polák 16:09' Jan Holý 44:03' Tomáš Knotek 45:35' Lukáš Žejdl 48:31' Vojtěch Polák 59:15' | 1:0 2:0 3:0 4:0 5:0 6:0 |                  |                    |  |
| 6 min | 6 min | Tresty                  | 8 min            |                    |  |

| 7. září 2023 10.30 | BK Mladá Boleslav | 7 : 0 PP (4:0, 2:0, 1:0 – 0:0) | HC Slavia Praha | Zimní stadion Mladá Boleslav Návštěvnost: 1000                        |  |
| Filip Novotný | Filip Novotný | Brankáři                       | Roman Málek     | Rozhodčí: David Čáp Tomáš Micka Čároví: Miroslav Lhotský Jiří Svoboda |  |
| Tomáš Šmerha 02:21' Sebastián Malát 05:15' Adam Jánošík 07:03' Jan Stránský 08:13' Róbert Lantoši 23:25' Tomáš Fořt 29:27' Jan Stránský 46:25' | Tomáš Šmerha 02:21' Sebastián Malát 05:15' Adam Jánošík 07:03' Jan Stránský 08:13' Róbert Lantoši 23:25' Tomáš Fořt 29:27' Jan Stránský 46:25' | 1:0 2:0 3:0 4:0 5:0 6:0 7:0    |                 | Rozhodčí: David Čáp Tomáš Micka Čároví: Miroslav Lhotský Jiří Svoboda |  |
| 8 min | 8 min | Tresty                         | 6 min           | Rozhodčí: David Čáp Tomáš Micka Čároví: Miroslav Lhotský Jiří Svoboda |  |

## Chance liga

### Základní část
| 13. září 2023 18.00                                           | HC Slavia Praha                                               | 3 : 5 (3:2, 0:1, 0:2)           | HC Stadion Litoměřice                                                                               | Zimní stadion Eden Návštěvnost: 845                                 |  |
| Roman Málek                                                   | Roman Málek                                                   | Brankáři                        | Lukáš Pařík                                                                                         | Rozhodčí: David Čáp Tomas Šico Čároví: Štefan Belko Ondřej Kokrment |  |
| Josef Slavíček 08:31' Tomáš Knotek 13:13' Edgars Kulda 18:55' | Josef Slavíček 08:31' Tomáš Knotek 13:13' Edgars Kulda 18:55' | 0:1 1:1 1:2 2:2 3:2 3:3 3:4 3:5 | 04:37' Petr Ton 10:02' Filip Kuťák 36:59' Přemysl Svoboda 40:19' Jakub Černohorský 49:59' Jan Vopat | Rozhodčí: David Čáp Tomas Šico Čároví: Štefan Belko Ondřej Kokrment |  |
| 6 min                                                         | 6 min                                                         | Tresty                          | 12 min                                                                                              | Rozhodčí: David Čáp Tomas Šico Čároví: Štefan Belko Ondřej Kokrment |  |
| 25                                                            | 25                                                            | Střely                          | 42                                                                                                  | Rozhodčí: David Čáp Tomas Šico Čároví: Štefan Belko Ondřej Kokrment |  |

| 16. září 2023 17.00 | VHK ROBE Vsetín | 7 : 4 (5:2, 1:1, 1:1)                       | HC Slavia Praha                                                                   | Na Lapači Návštěvnost: 2531                                          |  |
| Maxim Žukov | Maxim Žukov | Brankáři                                    | Roman Málek                                                                       | Rozhodčí: Jan Grygera Martin Rapák Čároví: Jan Kleprlík David Otáhal |  |
| Roman Půček 03:21' Erik Hrňa 05:06' Daniels Berzinš 06:31' Roman Půček 10:07' Jan Kern 12:45' Vít Jonák 20:10' Tomáš Vávra 40:36' | Roman Půček 03:21' Erik Hrňa 05:06' Daniels Berzinš 06:31' Roman Půček 10:07' Jan Kern 12:45' Vít Jonák 20:10' Tomáš Vávra 40:36' | 0:1 1:1 2:1 3:1 4:1 5:1 5:2 6:2 6:3 7:3 7:4 | 00:52' Tomáš Knotek 15:39' Tomáš Knotek 36:30' Robin Všetečka 41:24' Tomáš Knotek | Rozhodčí: Jan Grygera Martin Rapák Čároví: Jan Kleprlík David Otáhal |  |
| 8 min | 8 min | Tresty                                      | 14 min                                                                            | Rozhodčí: Jan Grygera Martin Rapák Čároví: Jan Kleprlík David Otáhal |  |
| 35 | 35 | Střely                                      | 28                                                                                | Rozhodčí: Jan Grygera Martin Rapák Čároví: Jan Kleprlík David Otáhal |  |

| 20. září 2023 18.00 | HC Slavia Praha | 1 : 2 PP (1:0, 0:1, 0:0 – 0:1) | HC Zubr Přerov                            | Zimní stadion Eden Návštěvnost: 512                                           |  |
| Jan Růžička         | Jan Růžička     | Brankáři                       | Michal Postava                            | Rozhodčí: Daniel Jechoutek Tomáš Zubzanda Čároví: Jakub Maňák František Pěkný |  |
| Jan Holý 19:48'     | Jan Holý 19:48' | 1:0 1:1 1:2                    | 26:04' David Březina 64:02' David Březina | Rozhodčí: Daniel Jechoutek Tomáš Zubzanda Čároví: Jakub Maňák František Pěkný |  |
| 2 min               | 2 min           | Tresty                         | 8 min                                     | Rozhodčí: Daniel Jechoutek Tomáš Zubzanda Čároví: Jakub Maňák František Pěkný |  |
| 46                  | 46              | Střely                         | 25                                        | Rozhodčí: Daniel Jechoutek Tomáš Zubzanda Čároví: Jakub Maňák František Pěkný |  |

| 23. září 2023 17.00                                                              | HC RT TORAX Poruba 2011                                                          | 4 : 3 (2:0, 2:2, 0:1)       | HC Slavia Praha                                               | Buly Arena Kravaře Návštěvnost: 583                                     |  |
| Daniel Dolejš                                                                    | Daniel Dolejš                                                                    | Brankáři                    | Roman Málek                                                   | Rozhodčí: Kamil Zavřel Ondřej Šudoma Čároví: Pavel Mikšík Petr Maštalíř |  |
| Lukáš Doudera 08:33' Daniel Klímek 18:38' Michal Vachovec 27:41' Jan Pohl 32:23' | Lukáš Doudera 08:33' Daniel Klímek 18:38' Michal Vachovec 27:41' Jan Pohl 32:23' | 1:0 2:0 2:1 3:1 4:1 4:2 4:3 | 20:57' Robin Všetečka 33:08' Jiří Průžek 52:36' Jaroslav Brož | Rozhodčí: Kamil Zavřel Ondřej Šudoma Čároví: Pavel Mikšík Petr Maštalíř |  |
| 14 min                                                                           | 14 min                                                                           | Tresty                      | 12 min                                                        | Rozhodčí: Kamil Zavřel Ondřej Šudoma Čároví: Pavel Mikšík Petr Maštalíř |  |
| 39                                                                               | 39                                                                               | Střely                      | 39                                                            | Rozhodčí: Kamil Zavřel Ondřej Šudoma Čároví: Pavel Mikšík Petr Maštalíř |  |

| 25. září 2023 18.00                               | HC Slavia Praha                                   | 1 : 4 (0:1, 0:3, 1:0) | HC Baník Sokolov                                                                       | Zimní stadion Eden Návštěvnost: 591                                     |  |
| Roman Málek (do 40:00) Tomáš Volevecký (od 40:01) | Roman Málek (do 40:00) Tomáš Volevecký (od 40:01) | Brankáři              | Petr Hamalčík                                                                          | Rozhodčí: Lukáš Bejček David Čáp Čároví: František Štěpánek Milan Štofa |  |
| Tomáš Knotek 49:36'                               | Tomáš Knotek 49:36'                               | 0:1 0:2 0:3 0:4 1:4   | 13:33' Štěpán Csamangó 23:39' David Novotný 26:08' Jaromír Kverka 38:37' Filip Krajčík | Rozhodčí: Lukáš Bejček David Čáp Čároví: František Štěpánek Milan Štofa |  |
| 10 min                                            | 10 min                                            | Tresty                | 10 min                                                                                 | Rozhodčí: Lukáš Bejček David Čáp Čároví: František Štěpánek Milan Štofa |  |
| 36                                                | 36                                                | Střely                | 26                                                                                     | Rozhodčí: Lukáš Bejček David Čáp Čároví: František Štěpánek Milan Štofa |  |

| 27. září 2023 18.00 | HC Dynamo Pardubice B | 0 : 2 (0:1, 0:0, 0:1) | HC Slavia Praha                           | Zimní stadion Chrudim Návštěvnost: 353                                        |  |
| David Honzík        | David Honzík          | Brankáři              | Tomáš Volevecký                           | Rozhodčí: Miroslav Petružálek Jan Hucl Čároví: Václav Juránek František Pěkný |  |
|                     |                       | 0:1 0:2               | 08:37' Robin Všetečka 48:22' Tomáš Knotek | Rozhodčí: Miroslav Petružálek Jan Hucl Čároví: Václav Juránek František Pěkný |  |
| 14 min              | 14 min                | Tresty                | 16 min                                    | Rozhodčí: Miroslav Petružálek Jan Hucl Čároví: Václav Juránek František Pěkný |  |
| 27                  | 27                    | Střely                | 32                                        | Rozhodčí: Miroslav Petružálek Jan Hucl Čároví: Václav Juránek František Pěkný |  |

| 30. září 2023 15.00                       | HC Slavia Praha                           | 2 : 3 PP (0:0, 0:2, 2:0 – 0:1) | Berani Zlín                                             | Zimní stadion Eden Návštěvnost: 1224                                      |  |
| Tomáš Volevecký                           | Tomáš Volevecký                           | Brankáři                       | Michal Kořének                                          | Rozhodčí: Daniel Jechoutek Václav Kosnar Čároví: Lukáš Sýkora Jakub Maňák |  |
| Jaroslav Brož 52:15' Jaroslav Brož 54:04' | Jaroslav Brož 52:15' Jaroslav Brož 54:04' | 0:1 0:2 1:2 2:2 2:3            | 31:55' Jan Süss 39:32' Jesse Paukku 64:04' Jakub Šlahař | Rozhodčí: Daniel Jechoutek Václav Kosnar Čároví: Lukáš Sýkora Jakub Maňák |  |
| 2 min                                     | 2 min                                     | Tresty                         | 8 min                                                   | Rozhodčí: Daniel Jechoutek Václav Kosnar Čároví: Lukáš Sýkora Jakub Maňák |  |
| 35                                        | 35                                        | Střely                         | 20                                                      | Rozhodčí: Daniel Jechoutek Václav Kosnar Čároví: Lukáš Sýkora Jakub Maňák |  |

| 4. října 2023 17.30                                          | HC Dukla Jihlava                                             | 3 : 1 (1:0, 1:1, 1:0) | HC Slavia Praha      | Zimní stadion Pelhřimov Návštěvnost: 609                               |  |
| Adam Beran                                                   | Adam Beran                                                   | Brankáři              | Šimon Zajíček        | Rozhodčí: Přemysl Skopal Lukáš Květoň Čároví: Roman Zídek Ondřej Polák |  |
| Otakar Šik 00:26' Filip Dundáček 38:22' Radek Pořízek 59:27' | Otakar Šik 00:26' Filip Dundáček 38:22' Radek Pořízek 59:27' | 1:0 1:1 2:1 3:1       | 32:38' Dušan Žovinec | Rozhodčí: Přemysl Skopal Lukáš Květoň Čároví: Roman Zídek Ondřej Polák |  |
| 10 min                                                       | 10 min                                                       | Tresty                | 8 min                | Rozhodčí: Přemysl Skopal Lukáš Květoň Čároví: Roman Zídek Ondřej Polák |  |
| 34                                                           | 34                                                           | Střely                | 29                   | Rozhodčí: Přemysl Skopal Lukáš Květoň Čároví: Roman Zídek Ondřej Polák |  |

| 7. října 2023 15.00 | HC Slavia Praha    | 1 : 4 (1:0, 0:2, 0:2) | HC LERAM Orli Znojmo                                                                   | Zimní stadion Eden Návštěvnost: 1019                                           |  |
| Roman Málek         | Roman Málek        | Brankáři              | Dominik Groh                                                                           | Rozhodčí: Lukáš Bejček Michal Kostourek Čároví: Petr Kotlík František Štěpánek |  |
| Jiří Průžek 15:01'  | Jiří Průžek 15:01' | 1:0 1:1 1:2 1:3 1:4   | 26:40' David Stránský 28:20' Dominik Sklenář 56:56' Radim Matuš 58:38' Dominik Sklenář | Rozhodčí: Lukáš Bejček Michal Kostourek Čároví: Petr Kotlík František Štěpánek |  |
| 8 min               | 8 min              | Tresty                | 6 min                                                                                  | Rozhodčí: Lukáš Bejček Michal Kostourek Čároví: Petr Kotlík František Štěpánek |  |
| 37                  | 37                 | Střely                | 39                                                                                     | Rozhodčí: Lukáš Bejček Michal Kostourek Čároví: Petr Kotlík František Štěpánek |  |

| 9. října 2023 18.00                                                                    | LHK Jestřábi Prostějov                                                                 | 2 : 1 SN (1:0, 0:1, 0:0 – 0:0 – 1:0) | HC Slavia Praha                                                                        | Zimní stadion Prostějov Návštěvnost: 1012                        |  |
| Jaroslav Pavelka                                                                       | Jaroslav Pavelka                                                                       | Brankáři                             | Tomáš Volevecký                                                                        | Rozhodčí: Filip Vrba Tomas Šico Čároví: David Otáhal Jan Vašíček |  |
| Zdeněk Doležal 07:56' Marek Račuk David Ostřížek Zdeněk Doležal Jiří Fronk Jakub Illéš | Zdeněk Doležal 07:56' Marek Račuk David Ostřížek Zdeněk Doležal Jiří Fronk Jakub Illéš | 1:0 1:1 Samostatné nájezdy 0:0 1:0   | 29:20' Maxim Havrda Robin Všetečka Josef Slavíček Tomáš Knotek Filip Eliáš Jiří Průžek | Rozhodčí: Filip Vrba Tomas Šico Čároví: David Otáhal Jan Vašíček |  |
| 10 min                                                                                 | 10 min                                                                                 | Tresty                               | 14 min                                                                                 | Rozhodčí: Filip Vrba Tomas Šico Čároví: David Otáhal Jan Vašíček |  |
| 37                                                                                     | 37                                                                                     | Střely                               | 29                                                                                     | Rozhodčí: Filip Vrba Tomas Šico Čároví: David Otáhal Jan Vašíček |  |

| 11. října 2023 18.00                                          | HC Slavia Praha                                               | 3 : 2 (1:0, 1:0, 1:2) | HC Frýdek-Místek                            | Zimní stadion Eden Návštěvnost: 522                                  |  |
| Tomáš Volevecký                                               | Tomáš Volevecký                                               | Brankáři              | Vojtěch Mokry                               | Rozhodčí: Jan Hucl Daniel Jechoutek Čároví: Václav Beneš Jakub Dědek |  |
| Jaroslav Brož 05:21' Josef Slavíček 27:00' Matěj Beran 51:55' | Jaroslav Brož 05:21' Josef Slavíček 27:00' Matěj Beran 51:55' | 1:0 2:0 3:0 3:1 3:2   | 58:11' Rostislav Marosz 59:36' Jakub Doktor | Rozhodčí: Jan Hucl Daniel Jechoutek Čároví: Václav Beneš Jakub Dědek |  |
| 4 min                                                         | 4 min                                                         | Tresty                | 4 min                                       | Rozhodčí: Jan Hucl Daniel Jechoutek Čároví: Václav Beneš Jakub Dědek |  |
| 46                                                            | 46                                                            | Střely                | 22                                          | Rozhodčí: Jan Hucl Daniel Jechoutek Čároví: Václav Beneš Jakub Dědek |  |

| 14. října 2023 17.30 | SK Horácká Slavia Třebíč | 3 : 4 SN (1:1, 1:2, 1:0 – 0:0 – 0:1)               | HC Slavia Praha                                                                                                 | KHNP Arena Návštěvnost: 1021                                       |  |
| Jan Mičán | Jan Mičán | Brankáři                                           | Tomáš Volevecký                                                                                                 | Rozhodčí: Tomáš Veselý David Čáp Čároví: Milan Štofa Roman Komínek |  |
| Matěj Svoboda 12:55' Antonín Bořuta 32:59' Martin Dočekal 42:54' Šimon Frömel Jakub Malý Matyáš Svoboda Matěj Svoboda Michal Vodný | Matěj Svoboda 12:55' Antonín Bořuta 32:59' Martin Dočekal 42:54' Šimon Frömel Jakub Malý Matyáš Svoboda Matěj Svoboda Michal Vodný | 1:0 1:1 1:2 2:2 2:3 3:3 Samostatné nájezdy 0:0 0:1 | 18:16' Josef Slavíček 24:34' Jiří Průžek 37:30' Jaroslav Brož Maxim Havrda Jan Holý Edgars Kulda Karel Křepelka | Rozhodčí: Tomáš Veselý David Čáp Čároví: Milan Štofa Roman Komínek |  |
| 10 min | 10 min | Tresty                                             | 16 min | Rozhodčí: Tomáš Veselý David Čáp Čároví: Milan Štofa Roman Komínek |  |
| 32 | 32 | Střely                                             | 26 | Rozhodčí: Tomáš Veselý David Čáp Čároví: Milan Štofa Roman Komínek |  |

| 18. října 2023 18.00                                          | HC Slavia Praha                                               | 3 : 1 (1:1, 0:0, 2:0) | SC Marimex Kolín   | Zimní stadion Eden Návštěvnost: 673                                      |  |
| Tomáš Volevecký                                               | Tomáš Volevecký                                               | Brankáři              | Jakub Soukup       | Rozhodčí: Jakub Valenta Jan Hucl Čároví: František Štěpánek Jakub Teršíp |  |
| Edgars Kulda 04:17' Robin Všetečka 40:28' Edgars Kulda 59:41' | Edgars Kulda 04:17' Robin Všetečka 40:28' Edgars Kulda 59:41' | 1:0 1:1 2:1 3:1       | 07:23' Zdeněk Král | Rozhodčí: Jakub Valenta Jan Hucl Čároví: František Štěpánek Jakub Teršíp |  |
| 6 min                                                         | 6 min                                                         | Tresty                | 6 min              | Rozhodčí: Jakub Valenta Jan Hucl Čároví: František Štěpánek Jakub Teršíp |  |
| 27                                                            | 27                                                            | Střely                | 36                 | Rozhodčí: Jakub Valenta Jan Hucl Čároví: František Štěpánek Jakub Teršíp |  |

| 21. října 2023 18.00                                       | HC Stadion Litoměřice                                      | 3 : 1 (0:0, 1:1, 2:0) | HC Slavia Praha      | Kalich aréna Návštěvnost: 1103                                        |  |
| Lukáš Pařík                                                | Lukáš Pařík                                                | Brankáři              | Tomáš Volevecký      | Rozhodčí: Radek Wagner Lukáš Bejček Čároví: Václav Beneš Lukáš Sýkora |  |
| Filip Kuťák 39:45' Pavel Kordule 45:47' Tomáš Guman 56:58' | Filip Kuťák 39:45' Pavel Kordule 45:47' Tomáš Guman 56:58' | 0:1 1:1 2:1 3:1       | 24:55' Dušan Žovinec | Rozhodčí: Radek Wagner Lukáš Bejček Čároví: Václav Beneš Lukáš Sýkora |  |
| 4 min                                                      | 4 min                                                      | Tresty                | 8 min                | Rozhodčí: Radek Wagner Lukáš Bejček Čároví: Václav Beneš Lukáš Sýkora |  |
| 25                                                         | 25                                                         | Střely                | 30                   | Rozhodčí: Radek Wagner Lukáš Bejček Čároví: Václav Beneš Lukáš Sýkora |  |

| 23. října 2023 18.00                              | HC Slavia Praha                                   | 2 : 3 (1:2, 1:1, 0:0) | VHK ROBE Vsetín                                          | Zimní stadion Eden Návštěvnost: 1105                                |  |
| Tomáš Volevecký (do 23:10) Roman Málek (od 23:11) | Tomáš Volevecký (do 23:10) Roman Málek (od 23:11) | Brankáři              | Patrik Romančík                                          | Rozhodčí: Jan Hucl Michal Kostourek Čároví: Jakub Dědek Jakub Maňák |  |
| Tomáš Knotek 11:42' Jiří Průžek 23:10'            | Tomáš Knotek 11:42' Jiří Průžek 23:10'            | 0:1 1:1 1:2 1:3 2:3   | 07:32' Mads Larsen 14:13' Roman Půček 21:30' Roman Půček | Rozhodčí: Jan Hucl Michal Kostourek Čároví: Jakub Dědek Jakub Maňák |  |
| 6 min                                             | 6 min                                             | Tresty                | 8 min                                                    | Rozhodčí: Jan Hucl Michal Kostourek Čároví: Jakub Dědek Jakub Maňák |  |
| 23                                                | 23                                                | Střely                | 28                                                       | Rozhodčí: Jan Hucl Michal Kostourek Čároví: Jakub Dědek Jakub Maňák |  |

| 25. října 2023 18.00                                                              | HC Zubr Přerov                                                                    | 4 : 2 (1:1, 1:0, 2:1)   | HC Slavia Praha                         | Meo Aréna Návštěvnost: 855                                            |  |
| Štěpán Lukeš                                                                      | Štěpán Lukeš                                                                      | Brankáři                | Roman Málek                             | Rozhodčí: Filip Vrba Tomas Šico Čároví: Ondřej Veselý Jaroslav Peluha |  |
| Antonín Pechanec 04:00' Robert Černý 20:43' Robert Černý 44:04' Jiří Krisl 58:53' | Antonín Pechanec 04:00' Robert Černý 20:43' Robert Černý 44:04' Jiří Krisl 58:53' | 0:1 1:1 2:1 3:1 3:2 4:2 | 03:36' Jaroslav Brož 50:01' Lukáš Žejdl | Rozhodčí: Filip Vrba Tomas Šico Čároví: Ondřej Veselý Jaroslav Peluha |  |
| 10 min                                                                            | 10 min                                                                            | Tresty                  | 2 min                                   | Rozhodčí: Filip Vrba Tomas Šico Čároví: Ondřej Veselý Jaroslav Peluha |  |
| 26                                                                                | 26                                                                                | Střely                  | 27                                      | Rozhodčí: Filip Vrba Tomas Šico Čároví: Ondřej Veselý Jaroslav Peluha |  |

| 28. října 2023 15.00 | HC Slavia Praha     | 1 : 3 (1:1, 0:2, 0:0) | HC RT TORAX Poruba 2011                                             | Zimní stadion Eden Návštěvnost: 811                               |  |
| Roman Málek          | Roman Málek         | Brankáři              | Ondřej Bláha                                                        | Rozhodčí: Jan Jaroš Jakub Valenta Čároví: Ondřej Malý Milan Štofa |  |
| Marek Slavík 08:10'  | Marek Slavík 08:10' | 1:0 1:1 1:2 1:3       | 13:02' Ondrej Šedivý 24:16' Vojtěch Střondala 38:12' Frenks Razgals | Rozhodčí: Jan Jaroš Jakub Valenta Čároví: Ondřej Malý Milan Štofa |  |
| 8 min                | 8 min               | Tresty                | 40 min                                                              | Rozhodčí: Jan Jaroš Jakub Valenta Čároví: Ondřej Malý Milan Štofa |  |
| 29                   | 29                  | Střely                | 30                                                                  | Rozhodčí: Jan Jaroš Jakub Valenta Čároví: Ondřej Malý Milan Štofa |  |

| 1. listopadu 2023 18.00                                                        | HC Baník Sokolov                                                               | 4 : 3 PP (0:1, 2:1, 1:1 – 1:0) | HC Slavia Praha                                               | Zimní stadion Sokolov Návštěvnost: 602                                   |  |
| Petr Hamalčík                                                                  | Petr Hamalčík                                                                  | Brankáři                       | Šimon Zajíček                                                 | Rozhodčí: Tomáš Zubzanda Daniel Jechoutek Čároví: Štefan Belko Petr Baxa |  |
| Adam Křemen 22:15' Tomáš Rohan 37:15' Adam Křemen 41:59' Jaromír Kverka 63:51' | Adam Křemen 22:15' Tomáš Rohan 37:15' Adam Křemen 41:59' Jaromír Kverka 63:51' | 0:1 1:1 1:2 2:2 3:2 3:3 4:3    | 10:32' Tomáš Šmerha 35:14' Karel Klikorka 52:25' Tomáš Šmerha | Rozhodčí: Tomáš Zubzanda Daniel Jechoutek Čároví: Štefan Belko Petr Baxa |  |
| 6 min                                                                          | 6 min                                                                          | Tresty                         | 8 min                                                         | Rozhodčí: Tomáš Zubzanda Daniel Jechoutek Čároví: Štefan Belko Petr Baxa |  |
| 27                                                                             | 27                                                                             | Střely                         | 23                                                            | Rozhodčí: Tomáš Zubzanda Daniel Jechoutek Čároví: Štefan Belko Petr Baxa |  |

| 4. listopadu 2023 15.00 | HC Slavia Praha | 4 : 3 SN (1:2, 2:0, 0:1 – 0:0 – 1:0)               | HC Dynamo Pardubice B | Zimní stadion Eden Návštěvnost: 741                                    |  |
| Roman Málek | Roman Málek | Brankáři                                           | Tomáš Vomáčka | Rozhodčí: David Čáp Václav Kosnar Čároví: Ondřej Kokrment Lukáš Sýkora |  |
| Matěj Beran 13:16' Tomáš Guman 22:15' Jaroslav Brož 37:31' Tomáš Guman Tomáš Šmerha Matěj Beran Edgars Kulda Jaroslav Brož Tomáš Knotek | Matěj Beran 13:16' Tomáš Guman 22:15' Jaroslav Brož 37:31' Tomáš Guman Tomáš Šmerha Matěj Beran Edgars Kulda Jaroslav Brož Tomáš Knotek | 1:0 1:1 1:2 2:2 3:2 3:3 Samostatné nájezdy 0:0 1:0 | 17:32' Michal Rouha 19:31' Robin Kaplan 58:39' Daniel Herčík Tomáš Urban Josef Mikyska Daniel Herčík Dominik Hrníčko Daniel Rákos Robin Kaplan | Rozhodčí: David Čáp Václav Kosnar Čároví: Ondřej Kokrment Lukáš Sýkora |  |
| 10 min | 10 min | Tresty                                             | 6 min | Rozhodčí: David Čáp Václav Kosnar Čároví: Ondřej Kokrment Lukáš Sýkora |  |
| 35 | 35 | Střely                                             | 38 | Rozhodčí: David Čáp Václav Kosnar Čároví: Ondřej Kokrment Lukáš Sýkora |  |

| 13. listopadu 2023 17.30                                                  | Berani Zlín                                                               | 4 : 3 (0:1, 2:2, 2:0)       | HC Slavia Praha                                          | Zimní stadion Luďka Čajky Návštěvnost: 2301                            |  |
| Daniel Huf                                                                | Daniel Huf                                                                | Brankáři                    | Roman Málek                                              | Rozhodčí: Tomáš Horák Michal Maršálek Čároví: Jan Vašíček Henrich Kráľ |  |
| Jakub Šlahař 28:53' Jan Süss 34:02' Zdeněk Čáp 52:01' Martin Novák 54:30' | Jakub Šlahař 28:53' Jan Süss 34:02' Zdeněk Čáp 52:01' Martin Novák 54:30' | 0:1 0:2 1:2 2:2 2:3 3:3 4:3 | 07:29' Edgars Kulda 27:47' Dušan Žovinec 39:54' Jan Holý | Rozhodčí: Tomáš Horák Michal Maršálek Čároví: Jan Vašíček Henrich Kráľ |  |
| 6 min                                                                     | 6 min                                                                     | Tresty                      | 4 min                                                    | Rozhodčí: Tomáš Horák Michal Maršálek Čároví: Jan Vašíček Henrich Kráľ |  |
| 31                                                                        | 31                                                                        | Střely                      | 30                                                       | Rozhodčí: Tomáš Horák Michal Maršálek Čároví: Jan Vašíček Henrich Kráľ |  |

| 15. listopadu 2023 18.00                                                       | HC Slavia Praha                                                                | 4 : 5 PP (0:1, 3:2, 1:1 – 0:1)      | HC Dukla Jihlava                                                                                                | Zimní stadion Eden Návštěvnost: 776                                 |  |
| Roman Málek                                                                    | Roman Málek                                                                    | Brankáři                            | Marek Stuchlík                                                                                                  | Rozhodčí: Jakub Valenta Kamil Zavřel Čároví: Petr Baxa Václav Beneš |  |
| Karel Klikorka 27:46' Matěj Beran 29:32' Jiří Průžek 39:17' Jiří Průžek 43:02' | Karel Klikorka 27:46' Matěj Beran 29:32' Jiří Průžek 39:17' Jiří Průžek 43:02' | 0:1 0:2 1:2 2:2 2:3 3:3 4:3 4:4 4:5 | 14:16' Ondřej Kachyňa 26:27' Šimon Jelínek 29:59' Vlastimil Bilčík 59:08' Matouš Menšík 60:42' Marcel Štefančík | Rozhodčí: Jakub Valenta Kamil Zavřel Čároví: Petr Baxa Václav Beneš |  |
| 10 min                                                                         | 10 min                                                                         | Tresty                              | 10 min | Rozhodčí: Jakub Valenta Kamil Zavřel Čároví: Petr Baxa Václav Beneš |  |
| 25                                                                             | 25                                                                             | Střely                              | 26 | Rozhodčí: Jakub Valenta Kamil Zavřel Čároví: Petr Baxa Václav Beneš |  |

| 18. listopadu 2023 17.30                                        | HC LERAM Orli Znojmo                                            | 3 : 1 (1:0, 1:1, 1:0) | HC Slavia Praha     | Nevoga aréna Znojmo Návštěvnost: 1461                                            |  |
| Dominik Groh                                                    | Dominik Groh                                                    | Brankáři              | Roman Málek         | Rozhodčí: Miroslav Petružálek Josef Barek Čároví: Ondřej Kokrment Patrik Augusta |  |
| Tomáš Svoboda 10:55' Lukáš Adámek 36:24' Martin Šťovíček 53:15' | Tomáš Svoboda 10:55' Lukáš Adámek 36:24' Martin Šťovíček 53:15' | 1:0 1:1 2:1 3:1       | 20:47' Tomáš Knotek | Rozhodčí: Miroslav Petružálek Josef Barek Čároví: Ondřej Kokrment Patrik Augusta |  |
| 8 min                                                           | 8 min                                                           | Tresty                | 12 min              | Rozhodčí: Miroslav Petružálek Josef Barek Čároví: Ondřej Kokrment Patrik Augusta |  |
| 35                                                              | 35                                                              | Střely                | 24                  | Rozhodčí: Miroslav Petružálek Josef Barek Čároví: Ondřej Kokrment Patrik Augusta |  |

| 22. listopadu 2023 18.00                                 | HC Slavia Praha                                          | 3 : 1 (1:0, 2:0, 0:1) | LHK Jestřábi Prostějov | Zimní stadion Eden Návštěvnost: 653                                |  |
| Jan Růžička                                              | Jan Růžička                                              | Brankáři              | Marek Štipčák          | Rozhodčí: David Čáp Jakub Zeliska Čároví: Jakub Dědek Jakub Teršíp |  |
| Matěj Beran 13:02' Jiří Průžek 28:36' Tomáš Guman 38:43' | Matěj Beran 13:02' Jiří Průžek 28:36' Tomáš Guman 38:43' | 1:0 2:0 3:0 3:1       | 48:34' Petr Hašek      | Rozhodčí: David Čáp Jakub Zeliska Čároví: Jakub Dědek Jakub Teršíp |  |
| 4 min                                                    | 4 min                                                    | Tresty                | 6 min                  | Rozhodčí: David Čáp Jakub Zeliska Čároví: Jakub Dědek Jakub Teršíp |  |
| 27                                                       | 27                                                       | Střely                | 29                     | Rozhodčí: David Čáp Jakub Zeliska Čároví: Jakub Dědek Jakub Teršíp |  |

| 25. listopadu 2023 17.00                  | HC Frýdek-Místek                          | 2 : 3 PP (1:1, 0:0, 1:1 – 0:1) | HC Slavia Praha                                             | Hala Polárka Návštěvnost: 1003                                       |  |
| Patrik Švančara                           | Patrik Švančara                           | Brankáři                       | Roman Málek                                                 | Rozhodčí: Zbyněk Kubičík Tomáš Cabák Čároví: Roman Zídek Jan Vašíček |  |
| Oskar Haas 09:36' Vladimír Svačina 58:01' | Oskar Haas 09:36' Vladimír Svačina 58:01' | 0:1 1:1 1:2 2:2 2:3            | 05:15' Karel Křepelka 52:07' Tomáš Guman 61:36' Jiří Průžek | Rozhodčí: Zbyněk Kubičík Tomáš Cabák Čároví: Roman Zídek Jan Vašíček |  |
| 6 min                                     | 6 min                                     | Tresty                         | 6 min                                                       | Rozhodčí: Zbyněk Kubičík Tomáš Cabák Čároví: Roman Zídek Jan Vašíček |  |
| 39                                        | 39                                        | Střely                         | 38                                                          | Rozhodčí: Zbyněk Kubičík Tomáš Cabák Čároví: Roman Zídek Jan Vašíček |  |

| 27. listopadu 2023 18.00 | HC Slavia Praha     | 1 : 5 (0:0, 0:3, 1:2)   | SK Horácká Slavia Třebíč                                                                                     | Zimní stadion Eden Návštěvnost: 492                                        |  |
| Roman Málek              | Roman Málek         | Brankáři                | Jan Mičán | Rozhodčí: Jan Hucl Daniel Jechoutek Čároví: Jakub Maňák František Štěpánek |  |
| Tomáš Knotek 49:14'      | Tomáš Knotek 49:14' | 0:1 0:2 0:3 0:4 1:4 1:5 | 25:34' Antonín Bořuta 26:42' David Michalčuk 39:03' Martin Dočekal 41:17' Šimon Frömel 56:03' Martin Dočekal | Rozhodčí: Jan Hucl Daniel Jechoutek Čároví: Jakub Maňák František Štěpánek |  |
| 10 min                   | 10 min              | Tresty                  | 8 min | Rozhodčí: Jan Hucl Daniel Jechoutek Čároví: Jakub Maňák František Štěpánek |  |
| 32                       | 32                  | Střely                  | 30 | Rozhodčí: Jan Hucl Daniel Jechoutek Čároví: Jakub Maňák František Štěpánek |  |

| 29. listopadu 2023 18.00                 | SC Marimex Kolín                         | 2 : 1 (2:0, 0:0, 0:1) | HC Slavia Praha      | Zimní stadion města Kolín Návštěvnost: 865                              |  |
| Jakub Soukup                             | Jakub Soukup                             | Brankáři              | Tomáš Volevecký      | Rozhodčí: Radek Wagner Tomáš Horák Čároví: Petr Maštalíř Václav Juránek |  |
| Kryštof Ouřada 11:26' Zdeněk Král 17:44' | Kryštof Ouřada 11:26' Zdeněk Král 17:44' | 1:0 2:0 2:1           | 47:49' Jaroslav Brož | Rozhodčí: Radek Wagner Tomáš Horák Čároví: Petr Maštalíř Václav Juránek |  |
| 12 min                                   | 12 min                                   | Tresty                | 10 min               | Rozhodčí: Radek Wagner Tomáš Horák Čároví: Petr Maštalíř Václav Juránek |  |
| 26                                       | 26                                       | Střely                | 40                   | Rozhodčí: Radek Wagner Tomáš Horák Čároví: Petr Maštalíř Václav Juránek |  |

| 2. prosince 2023 15.00                                                        | HC Slavia Praha                                                               | 4 : 3 (3:2, 1:0, 0:1)       | HC Stadion Litoměřice                                               | Zimní stadion Eden Návštěvnost: 847                                   |  |
| Tomáš Volevecký                                                               | Tomáš Volevecký                                                               | Brankáři                    | Lukáš Pařík                                                         | Rozhodčí: Jakub Valenta Kamil Zavřel Čároví: Milan Štofa Jakub Teršíp |  |
| Maxim Havrda 09:53' Edgars Kulda 14:22' Jan Holý 16:02' Karel Křepelka 35:19' | Maxim Havrda 09:53' Edgars Kulda 14:22' Jan Holý 16:02' Karel Křepelka 35:19' | 0:1 0:2 1:2 2:2 3:2 4:2 4:3 | 07:10' Riku Sihvonen 08:30' Michael Krutil 50:02' Jakub Černohorský | Rozhodčí: Jakub Valenta Kamil Zavřel Čároví: Milan Štofa Jakub Teršíp |  |
| 6 min                                                                         | 6 min                                                                         | Tresty                      | 12 min                                                              | Rozhodčí: Jakub Valenta Kamil Zavřel Čároví: Milan Štofa Jakub Teršíp |  |
| 46                                                                            | 46                                                                            | Střely                      | 28                                                                  | Rozhodčí: Jakub Valenta Kamil Zavřel Čároví: Milan Štofa Jakub Teršíp |  |

| 6. prosince 2023 17.00                                    | VHK ROBE Vsetín                                           | 3 : 2 (1:1, 1:1, 1:0) | HC Slavia Praha                           | Na Lapači Návštěvnost: 2388                                              |  |
| Maxim Žukov                                               | Maxim Žukov                                               | Brankáři              | Tomáš Volevecký                           | Rozhodčí: Luděk Pilný Jakub Zeliska Čároví: Aleš Roischel Patrik Augusta |  |
| Matyáš Dědek 18:56' Jan Kern 35:56' Miroslav Holec 41:13' | Matyáš Dědek 18:56' Jan Kern 35:56' Miroslav Holec 41:13' | 0:1 1:1 1:2 2:2 3:2   | 08:23' Edgars Kulda 22:46' Robin Všetečka | Rozhodčí: Luděk Pilný Jakub Zeliska Čároví: Aleš Roischel Patrik Augusta |  |
| 29 min                                                    | 29 min                                                    | Tresty                | 8 min                                     | Rozhodčí: Luděk Pilný Jakub Zeliska Čároví: Aleš Roischel Patrik Augusta |  |
| 25                                                        | 25                                                        | Střely                | 26                                        | Rozhodčí: Luděk Pilný Jakub Zeliska Čároví: Aleš Roischel Patrik Augusta |  |

| 9. prosince 2023 15.00                                      | HC Slavia Praha                                             | 3 : 2 (0:0, 3:0, 0:2) | HC Zubr Přerov                           | Zimní stadion Eden Návštěvnost: 732                                     |  |
| Roman Málek                                                 | Roman Málek                                                 | Brankáři              | Michal Postava                           | Rozhodčí: Roman Svoboda Jakub Valenta Čároví: Petr Baxa František Pěkný |  |
| Tomáš Knotek 27:23' Jaroslav Brož 29:42' Jiří Průžek 39:43' | Tomáš Knotek 27:23' Jaroslav Brož 29:42' Jiří Průžek 39:43' | 1:0 2:0 3:0 3:1 3:2   | 45:32' Jiří Goiš 48:56' Antonín Pechanec | Rozhodčí: Roman Svoboda Jakub Valenta Čároví: Petr Baxa František Pěkný |  |
| 6 min                                                       | 6 min                                                       | Tresty                | 29 min                                   | Rozhodčí: Roman Svoboda Jakub Valenta Čároví: Petr Baxa František Pěkný |  |
| 43                                                          | 43                                                          | Střely                | 27                                       | Rozhodčí: Roman Svoboda Jakub Valenta Čároví: Petr Baxa František Pěkný |  |

| 18. prosince 2023 18.00                                                                                  | HC RT TORAX Poruba 2011                                                                                  | 5 : 4 (4:1, 0:1, 1:2)               | HC Slavia Praha                                                                | Buly Arena Kravaře Návštěvnost: 524                                      |  |
| Ondřej Bláha                                                                                             | Ondřej Bláha                                                                                             | Brankáři                            | Tomáš Volevecký (do 17:49) Roman Málek (od 17:50)                              | Rozhodčí: Pavel Obadal Ondřej Šudoma Čároví: Václav Hanzlík Henrich Kráľ |  |
| Petr Mrázek 02:54' Aaron Berisha 03:39' Aaron Berisha 11:55' Lukáš Krenželok 17:49' Ondrej Šedivý 40:35' | Petr Mrázek 02:54' Aaron Berisha 03:39' Aaron Berisha 11:55' Lukáš Krenželok 17:49' Ondrej Šedivý 40:35' | 1:0 2:0 2:1 3:1 4:1 4:2 5:2 5:3 5:4 | 08:54' Tomáš Guman 38:28' Edgars Kulda 40:51' Tomáš Guman 53:07' David Kajínek | Rozhodčí: Pavel Obadal Ondřej Šudoma Čároví: Václav Hanzlík Henrich Kráľ |  |
| 15 min                                                                                                   | 15 min                                                                                                   | Tresty                              | 17 min                                                                         | Rozhodčí: Pavel Obadal Ondřej Šudoma Čároví: Václav Hanzlík Henrich Kráľ |  |
| 29 | 29 | Střely                              | 30                                                                             | Rozhodčí: Pavel Obadal Ondřej Šudoma Čároví: Václav Hanzlík Henrich Kráľ |  |

| 20. prosince 2023 18.00                           | HC Slavia Praha                                   | 2 : 6 (0:2, 2:0, 0:4)           | HC Baník Sokolov | Zimní stadion Eden Návštěvnost: 607                             |  |
| Roman Málek (do 17:44) Tomáš Volevecký (od 17:45) | Roman Málek (do 17:44) Tomáš Volevecký (od 17:45) | Brankáři                        | Petr Hamalčík | Rozhodčí: Josef Barek David Čáp Čároví: Petr Kotlík Jakub Maňák |  |
| Dušan Žovinec 24:27' Maxim Havrda 28:17'          | Dušan Žovinec 24:27' Maxim Havrda 28:17'          | 0:1 0:2 1:2 2:2 2:3 2:4 2:5 2:6 | 02:25' Tomáš Vracovský 17:44' Robert Šlechta 44:13' Robert Šlechta 45:08' Jan Bernovský 47:25' Martin Osmík 50:01' Štěpán Csamangó | Rozhodčí: Josef Barek David Čáp Čároví: Petr Kotlík Jakub Maňák |  |
| 2 min                                             | 2 min                                             | Tresty                          | 4 min | Rozhodčí: Josef Barek David Čáp Čároví: Petr Kotlík Jakub Maňák |  |
| 38                                                | 38                                                | Střely                          | 24 | Rozhodčí: Josef Barek David Čáp Čároví: Petr Kotlík Jakub Maňák |  |

| 27. prosince 2023 18.00                                                           | HC Dynamo Pardubice B                                                             | 4 : 6 (1:1, 1:2, 2:3)                   | HC Slavia Praha | Zimní stadion Chrudim Návštěvnost: 718                                |  |
| David Honzík                                                                      | David Honzík                                                                      | Brankáři                                | Tomáš Volevecký | Rozhodčí: Radek Wagner Lukáš Bejček Čároví: Tomáš Bezděk David Otáhal |  |
| Dominik Hrníčko 07:10' Michal Rouha 30:26' Robin Kaplan 49:48' Filip Moník 57:54' | Dominik Hrníčko 07:10' Michal Rouha 30:26' Robin Kaplan 49:48' Filip Moník 57:54' | 1:0 1:1 1:2 1:3 2:3 2:4 3:4 3:5 4:5 4:6 | 12:05' Lukáš Strnad 25:45' Dušan Žovinec 27:17' Matěj Beran 44:46' Matěj Beran 55:19' Edgars Kulda 58:39' Edgars Kulda | Rozhodčí: Radek Wagner Lukáš Bejček Čároví: Tomáš Bezděk David Otáhal |  |
| 8 min                                                                             | 8 min                                                                             | Tresty                                  | 2 min | Rozhodčí: Radek Wagner Lukáš Bejček Čároví: Tomáš Bezděk David Otáhal |  |
| 23                                                                                | 23                                                                                | Střely                                  | 26 | Rozhodčí: Radek Wagner Lukáš Bejček Čároví: Tomáš Bezděk David Otáhal |  |

| 29. prosince 2023 18.00                                                       | HC Slavia Praha                                                               | 4 : 1 (1:0, 2:0, 1:1) | Berani Zlín           | Zimní stadion Eden Návštěvnost: 1208                            |  |
| Tomáš Volevecký                                                               | Tomáš Volevecký                                                               | Brankáři              | Daniel Huf            | Rozhodčí: Jan Hucl Václav Kosnar Čároví: Petr Baxa Štefan Belko |  |
| Matěj Beran 18:10' Lukáš Strnad 21:46' Edgars Kulda 37:52' Jiří Průžek 49:43' | Matěj Beran 18:10' Lukáš Strnad 21:46' Edgars Kulda 37:52' Jiří Průžek 49:43' | 1:0 2:0 3:0 4:0 4:1   | 57:41' Nicolas Werbik | Rozhodčí: Jan Hucl Václav Kosnar Čároví: Petr Baxa Štefan Belko |  |
| 6 min                                                                         | 6 min                                                                         | Tresty                | 14 min                | Rozhodčí: Jan Hucl Václav Kosnar Čároví: Petr Baxa Štefan Belko |  |
| 29                                                                            | 29                                                                            | Střely                | 32                    | Rozhodčí: Jan Hucl Václav Kosnar Čároví: Petr Baxa Štefan Belko |  |

| 3. ledna 2024 17.30                                                                                           | HC Dukla Jihlava                                                                                              | 5 : 3 (0:2, 1:0, 4:1)           | HC Slavia Praha                                                  | Zimní stadion Pelhřimov Návštěvnost: 611                              |  |
| Adam Beran | Adam Beran | Brankáři                        | Tomáš Volevecký                                                  | Rozhodčí: Kamil Zavřel Roman Svoboda Čároví: Petr Kotlík Ondřej Polák |  |
| Richard Cachnín 28:36' Šimon Jelínek 41:31' Richard Cachnín 42:43' Šimon Jelínek 55:28' Tomáš Havránek 57:41' | Richard Cachnín 28:36' Šimon Jelínek 41:31' Richard Cachnín 42:43' Šimon Jelínek 55:28' Tomáš Havránek 57:41' | 0:1 0:2 1:2 2:2 3:2 4:2 5:2 5:3 | 10:23' Matěj Beran 12:04' Tomáš Knotek 59:30' Vladimír Kremláček | Rozhodčí: Kamil Zavřel Roman Svoboda Čároví: Petr Kotlík Ondřej Polák |  |
| 17 min | 17 min | Tresty                          | 13 min                                                           | Rozhodčí: Kamil Zavřel Roman Svoboda Čároví: Petr Kotlík Ondřej Polák |  |
| 24 | 24 | Střely                          | 28                                                               | Rozhodčí: Kamil Zavřel Roman Svoboda Čároví: Petr Kotlík Ondřej Polák |  |

| 6. ledna 2024 15.00                                               | HC Slavia Praha                                                   | 3 : 5 (2:2, 1:1, 0:2)           | HC LERAM Orli Znojmo                                                                                | Zimní stadion Eden Návštěvnost: 1814                                        |  |
| Paavo Hölsä                                                       | Paavo Hölsä                                                       | Brankáři                        | Dominik Groh                                                                                        | Rozhodčí: Tomáš Horák Tomáš Zubzanda Čároví: Jakub Maňák František Štěpánek |  |
| Vladimír Kremláček 11:11' Marek Slavík 12:17' Lukáš Strnad 36:03' | Vladimír Kremláček 11:11' Marek Slavík 12:17' Lukáš Strnad 36:03' | 0:1 1:1 2:1 2:2 3:2 3:3 3:4 3:5 | 04:37' Jan Hruška 16:27' Tomáš Svoboda 38:51' Radim Matuš 44:39' Martin Šťovíček 59:56' Pavel Jenyš | Rozhodčí: Tomáš Horák Tomáš Zubzanda Čároví: Jakub Maňák František Štěpánek |  |
| 4 min                                                             | 4 min                                                             | Tresty                          | 6 min                                                                                               | Rozhodčí: Tomáš Horák Tomáš Zubzanda Čároví: Jakub Maňák František Štěpánek |  |
| 42                                                                | 42                                                                | Střely                          | 27                                                                                                  | Rozhodčí: Tomáš Horák Tomáš Zubzanda Čároví: Jakub Maňák František Štěpánek |  |

| 8. ledna 2024 18.00                                                          | LHK Jestřábi Prostějov                                                       | 4 : 0 (2:0, 1:0, 1:0) | HC Slavia Praha | Zimní stadion Prostějov Návštěvnost: 819                          |  |
| Jaroslav Pavelka                                                             | Jaroslav Pavelka                                                             | Brankáři              | Paavo Hölsä     | Rozhodčí: Jan Grygera Tomas Šico Čároví: Tomáš Bezděk Roman Zídek |  |
| Jiří Fronk 02:52' Lukáš Forman 17:52' Tomáš Jáchym 29:42' Jakub Kubeš 48:47' | Jiří Fronk 02:52' Lukáš Forman 17:52' Tomáš Jáchym 29:42' Jakub Kubeš 48:47' | 1:0 2:0 3:0 4:0       |                 | Rozhodčí: Jan Grygera Tomas Šico Čároví: Tomáš Bezděk Roman Zídek |  |
| 4 min                                                                        | 4 min                                                                        | Tresty                | 6 min           | Rozhodčí: Jan Grygera Tomas Šico Čároví: Tomáš Bezděk Roman Zídek |  |
| 35                                                                           | 35                                                                           | Střely                | 21              | Rozhodčí: Jan Grygera Tomas Šico Čároví: Tomáš Bezděk Roman Zídek |  |

| 10. ledna 2024 18.00                   | HC Slavia Praha                        | 2 : 3 (1:0, 1:2, 0:1) | HC Frýdek-Místek                                        | Zimní stadion Eden Návštěvnost: 518                                              |  |
| Paavo Hölsä                            | Paavo Hölsä                            | Brankáři              | Patrik Švančara                                         | Rozhodčí: Daniel Jechoutek Michal Kostourek Čároví: Petr Baxa František Štěpánek |  |
| Matěj Beran 00:11' Maxim Havrda 25:32' | Matěj Beran 00:11' Maxim Havrda 25:32' | 1:0 1:1 2:1 2:2 2:3   | 20:33' Jakub Doktor 27:59' Adam Cedzo 47:18' Oskar Haas | Rozhodčí: Daniel Jechoutek Michal Kostourek Čároví: Petr Baxa František Štěpánek |  |
| 6 min                                  | 6 min                                  | Tresty                | 8 min                                                   | Rozhodčí: Daniel Jechoutek Michal Kostourek Čároví: Petr Baxa František Štěpánek |  |
| 39                                     | 39                                     | Střely                | 24                                                      | Rozhodčí: Daniel Jechoutek Michal Kostourek Čároví: Petr Baxa František Štěpánek |  |

| 13. ledna 2024 17.30                        | SK Horácká Slavia Třebíč                    | 2 : 4 (0:1, 0:2, 2:1)   | HC Slavia Praha                                                               | KHNP Arena Návštěvnost: 951                                                  |  |
| Pavel Jekel (do 30:50) Jan Mičán (od 30:51) | Pavel Jekel (do 30:50) Jan Mičán (od 30:51) | Brankáři                | Tomáš Volevecký                                                               | Rozhodčí: Radek Wagner Miroslav Petružálek Čároví: Ondřej Polák Lukáš Sýkora |  |
| Antonín Bořuta 41:09' Matěj Psota 58:49'    | Antonín Bořuta 41:09' Matěj Psota 58:49'    | 0:1 0:2 0:3 1:3 1:4 2:4 | 19:48' Matěj Beran 25:50' Matěj Beran 30:50' Jiří Průžek 57:00' Jaroslav Brož | Rozhodčí: Radek Wagner Miroslav Petružálek Čároví: Ondřej Polák Lukáš Sýkora |  |
| 6 min                                       | 6 min                                       | Tresty                  | 8 min                                                                         | Rozhodčí: Radek Wagner Miroslav Petružálek Čároví: Ondřej Polák Lukáš Sýkora |  |
| 33                                          | 33                                          | Střely                  | 23                                                                            | Rozhodčí: Radek Wagner Miroslav Petružálek Čároví: Ondřej Polák Lukáš Sýkora |  |

| 17. ledna 2024 18.00                                                         | HC Slavia Praha                                                              | 4 : 1 (0:0, 2:0, 2:1) | SC Marimex Kolín | Zimní stadion Eden Návštěvnost: 623                              |  |
| Tomáš Volevecký                                                              | Tomáš Volevecký                                                              | Brankáři              | Jakub Soukup     | Rozhodčí: Jakub Valenta Jan Hucl Čároví: Jakub Dědek Petr Kotlík |  |
| Tomáš Knotek 24:01' Matěj Beran 36:05' Jan Holý 45:42' Robin Všetečka 51:06' | Tomáš Knotek 24:01' Matěj Beran 36:05' Jan Holý 45:42' Robin Všetečka 51:06' | 1:0 2:0 3:0 4:0 4:1   | 56:15' Jan Hampl | Rozhodčí: Jakub Valenta Jan Hucl Čároví: Jakub Dědek Petr Kotlík |  |
| 10 min                                                                       | 10 min                                                                       | Tresty                | 20 min           | Rozhodčí: Jakub Valenta Jan Hucl Čároví: Jakub Dědek Petr Kotlík |  |
| 32                                                                           | 32                                                                           | Střely                | 16               | Rozhodčí: Jakub Valenta Jan Hucl Čároví: Jakub Dědek Petr Kotlík |  |

| 20. ledna 2024 17.00 | HC Stadion Litoměřice | 1 : 5 (0:3, 0:1, 1:1)   | HC Slavia Praha                                                                                           | Kalich aréna Návštěvnost: 1126                                   |  |
| Oldřich Cichoň       | Oldřich Cichoň        | Brankáři                | Tomáš Volevecký                                                                                           | Rozhodčí: Josef Barek David Čáp Čároví: Václav Beneš Jakub Maňák |  |
| Kale Costa 49:42'    | Kale Costa 49:42'     | 0:1 0:2 0:3 0:4 0:5 1:5 | 09:40' Tomáš Guman 12:21' Jaroslav Brož 18:45' Vojtěch Polák 26:32' Vladimír Kremláček 46:00' Matěj Beran | Rozhodčí: Josef Barek David Čáp Čároví: Václav Beneš Jakub Maňák |  |
| 15 min               | 15 min                | Tresty                  | 11 min | Rozhodčí: Josef Barek David Čáp Čároví: Václav Beneš Jakub Maňák |  |
| 27                   | 27                    | Střely                  | 33 | Rozhodčí: Josef Barek David Čáp Čároví: Václav Beneš Jakub Maňák |  |

| 22. ledna 2024 18.00                                        | HC Slavia Praha                                             | 3 : 0 (1:0, 1:0, 1:0) | VHK ROBE Vsetín | Zimní stadion Eden Návštěvnost: 1386                                          |  |
| Paavo Hölsä                                                 | Paavo Hölsä                                                 | Brankáři              | Maxim Žukov     | Rozhodčí: Daniel Jechoutek Roman Svoboda Čároví: Ondřej Kokrment Jakub Teršíp |  |
| Vojtěch Polák 02:11' Tomáš Knotek 20:50' Matěj Beran 42:54' | Vojtěch Polák 02:11' Tomáš Knotek 20:50' Matěj Beran 42:54' | 1:0 2:0 3:0           |                 | Rozhodčí: Daniel Jechoutek Roman Svoboda Čároví: Ondřej Kokrment Jakub Teršíp |  |
| 2 min                                                       | 2 min                                                       | Tresty                | 8 min           | Rozhodčí: Daniel Jechoutek Roman Svoboda Čároví: Ondřej Kokrment Jakub Teršíp |  |
| 25                                                          | 25                                                          | Střely                | 35              | Rozhodčí: Daniel Jechoutek Roman Svoboda Čároví: Ondřej Kokrment Jakub Teršíp |  |

| 24. ledna 2024 17.30                                                                        | HC Zubr Přerov                                                                              | 4 : 1 (1:0, 1:0, 2:1) | HC Slavia Praha    | Meo Aréna Návštěvnost: 821                                                 |  |
| Michal Postava                                                                              | Michal Postava                                                                              | Brankáři              | Tomáš Volevecký    | Rozhodčí: Luděk Pilný Ondřej Šudoma Čároví: Kristýna Hájková Petr Maštalíř |  |
| Joshua James Mácha 08:50' David Březina 30:36' Vojtěch Lednický 59:00' Lukáš Chludil 59:28' | Joshua James Mácha 08:50' David Březina 30:36' Vojtěch Lednický 59:00' Lukáš Chludil 59:28' | 1:0 2:0 2:1 3:1 4:1   | 58:26' Matěj Beran | Rozhodčí: Luděk Pilný Ondřej Šudoma Čároví: Kristýna Hájková Petr Maštalíř |  |
| 8 min                                                                                       | 8 min                                                                                       | Tresty                | 2 min              | Rozhodčí: Luděk Pilný Ondřej Šudoma Čároví: Kristýna Hájková Petr Maštalíř |  |
| 22                                                                                          | 22                                                                                          | Střely                | 28                 | Rozhodčí: Luděk Pilný Ondřej Šudoma Čároví: Kristýna Hájková Petr Maštalíř |  |

| 27. ledna 2024 15.00 | HC Slavia Praha     | 1 : 0 (1:0, 0:0, 0:0) | HC RT TORAX Poruba 2011 | Zimní stadion Eden Návštěvnost: 1245                                   |  |
| Paavo Hölsä          | Paavo Hölsä         | Brankáři              | Ondřej Bláha            | Rozhodčí: Jakub Valenta Jakub Zeliska Čároví: Jakub Maňák Lukáš Sýkora |  |
| Lukáš Strnad 19:04'  | Lukáš Strnad 19:04' | 1:0                   |                         | Rozhodčí: Jakub Valenta Jakub Zeliska Čároví: Jakub Maňák Lukáš Sýkora |  |
| 6 min                | 6 min               | Tresty                | 8 min                   | Rozhodčí: Jakub Valenta Jakub Zeliska Čároví: Jakub Maňák Lukáš Sýkora |  |
| 33                   | 33                  | Střely                | 32                      | Rozhodčí: Jakub Valenta Jakub Zeliska Čároví: Jakub Maňák Lukáš Sýkora |  |

| 31. ledna 2024 18.00                                            | HC Baník Sokolov                                                | 3 : 4 (2:0, 0:1, 1:3)       | HC Slavia Praha                                                                        | Zimní stadion Sokolov Návštěvnost: 675                                       |  |
| Petr Hamalčík                                                   | Petr Hamalčík                                                   | Brankáři                    | Paavo Hölsä                                                                            | Rozhodčí: Miroslav Petružálek Tomáš Zubzanda Čároví: Milan Štofa Ondřej Malý |  |
| Martin Rohan 11:29' Václav Adamec 17:24' Daniel Vrdlovec 57:17' | Martin Rohan 11:29' Václav Adamec 17:24' Daniel Vrdlovec 57:17' | 1:0 2:0 2:1 2:2 2:3 2:4 3:4 | 23:53' Robin Všetečka 40:34' Jaroslav Brož 44:53' Karel Klikorka 48:43' Robin Všetečka | Rozhodčí: Miroslav Petružálek Tomáš Zubzanda Čároví: Milan Štofa Ondřej Malý |  |
| 6 min                                                           | 6 min                                                           | Tresty                      | 8 min                                                                                  | Rozhodčí: Miroslav Petružálek Tomáš Zubzanda Čároví: Milan Štofa Ondřej Malý |  |
| 26                                                              | 26                                                              | Střely                      | 29                                                                                     | Rozhodčí: Miroslav Petružálek Tomáš Zubzanda Čároví: Milan Štofa Ondřej Malý |  |

| 3. února 2024 15.00                               | HC Slavia Praha                                   | 1 : 4 (0:2, 1:1, 0:1) | HC Dynamo Pardubice B                                                                  | Zimní stadion Eden Návštěvnost: 1512                               |  |
| Paavo Hölsä (do 30:23) Tomáš Volevecký (od 30:24) | Paavo Hölsä (do 30:23) Tomáš Volevecký (od 30:24) | Brankáři              | David Honzík                                                                           | Rozhodčí: Josef Barek Jan Hucl Čároví: Petr Maštalíř Aleš Roischel |  |
| Jaroslav Brož 24:39'                              | Jaroslav Brož 24:39'                              | 0:1 0:2 1:2 1:3 1:4   | 07:03' Daniel Herčík 19:38' Jan Zdráhal 30:23' Michal Pochobradský 47:30' Robin Kaplan | Rozhodčí: Josef Barek Jan Hucl Čároví: Petr Maštalíř Aleš Roischel |  |
| 12 min                                            | 12 min                                            | Tresty                | 14 min                                                                                 | Rozhodčí: Josef Barek Jan Hucl Čároví: Petr Maštalíř Aleš Roischel |  |
| 36                                                | 36                                                | Střely                | 19                                                                                     | Rozhodčí: Josef Barek Jan Hucl Čároví: Petr Maštalíř Aleš Roischel |  |

| 12. února 2024 17.30                 | Berani Zlín                          | 2 : 0 (1:0, 0:0, 1:0) | HC Slavia Praha | Zimní stadion Luďka Čajky Návštěvnost: 1739                                |  |
| Daniel Huf                           | Daniel Huf                           | Brankáři              | Tomáš Volevecký | Rozhodčí: Pavel Obadal Michal Maršálek Čároví: Václav Hanzlík Martin Tvrdý |  |
| Petr Holík 05:41' Martin Lang 55:32' | Petr Holík 05:41' Martin Lang 55:32' | 1:0 2:0               |                 | Rozhodčí: Pavel Obadal Michal Maršálek Čároví: Václav Hanzlík Martin Tvrdý |  |
| 4 min                                | 4 min                                | Tresty                | 2 min           | Rozhodčí: Pavel Obadal Michal Maršálek Čároví: Václav Hanzlík Martin Tvrdý |  |
| 28                                   | 28                                   | Střely                | 25              | Rozhodčí: Pavel Obadal Michal Maršálek Čároví: Václav Hanzlík Martin Tvrdý |  |

| 14. února 2024 18.00 | HC Slavia Praha    | 1 : 0 (0:0, 1:0, 0:0) | HC Dukla Jihlava | Zimní stadion Eden Návštěvnost: 684                                                    |  |
| Paavo Hölsä          | Paavo Hölsä        | Brankáři              | Filip Maláč      | Rozhodčí: Miroslav Petružálek Jakub Valenta Čároví: František Štěpánek Ondřej Kokrment |  |
| Matěj Beran 36:07'   | Matěj Beran 36:07' | 1:0                   |                  | Rozhodčí: Miroslav Petružálek Jakub Valenta Čároví: František Štěpánek Ondřej Kokrment |  |
| 4 min                | 4 min              | Tresty                | 4 min            | Rozhodčí: Miroslav Petružálek Jakub Valenta Čároví: František Štěpánek Ondřej Kokrment |  |
| 27                   | 27                 | Střely                | 30               | Rozhodčí: Miroslav Petružálek Jakub Valenta Čároví: František Štěpánek Ondřej Kokrment |  |

| 17. února 2024 17.30                   | HC LERAM Orli Znojmo                   | 2 : 3 (0:0, 0:1, 2:2) | HC Slavia Praha                                                | Nevoga aréna Znojmo Návštěvnost: 2024                                 |  |
| Dominik Groh                           | Dominik Groh                           | Brankáři              | Paavo Hölsä                                                    | Rozhodčí: Tomáš Mejzlík Roman Svoboda Čároví: Jan Rakušan Jan Vašíček |  |
| Erik Mareš 47:17' Tomáš Svoboda 51:55' | Erik Mareš 47:17' Tomáš Svoboda 51:55' | 0:1 0:2 1:2 1:3 2:3   | 27:53' Robin Všetečka 44:06' Tomáš Knotek 48:31' Jaroslav Brož | Rozhodčí: Tomáš Mejzlík Roman Svoboda Čároví: Jan Rakušan Jan Vašíček |  |
| 2 min                                  | 2 min                                  | Tresty                | 0 min                                                          | Rozhodčí: Tomáš Mejzlík Roman Svoboda Čároví: Jan Rakušan Jan Vašíček |  |
| 21                                     | 21                                     | Střely                | 33                                                             | Rozhodčí: Tomáš Mejzlík Roman Svoboda Čároví: Jan Rakušan Jan Vašíček |  |

| 21. února 2024 18.00                                                                  | HC Slavia Praha                                                                       | 4 : 2 (1:2, 1:0, 2:0)   | LHK Jestřábi Prostějov                  | Zimní stadion Eden Návštěvnost: 787                                 |  |
| Paavo Hölsä                                                                           | Paavo Hölsä                                                                           | Brankáři                | Jaroslav Pavelka                        | Rozhodčí: Josef Barek Jan Jaroš Čároví: Petr Kotlík František Pěkný |  |
| Vojtěch Polák 13:17' Tomáš Guman 35:14' Edgars Kulda 44:00' Vladimír Kremláček 58:54' | Vojtěch Polák 13:17' Tomáš Guman 35:14' Edgars Kulda 44:00' Vladimír Kremláček 58:54' | 0:1 0:2 1:2 2:2 3:2 4:2 | 08:08' Vilém Burian 12:23' Lukáš Forman | Rozhodčí: Josef Barek Jan Jaroš Čároví: Petr Kotlík František Pěkný |  |
| 6 min                                                                                 | 6 min                                                                                 | Tresty                  | 44 min                                  | Rozhodčí: Josef Barek Jan Jaroš Čároví: Petr Kotlík František Pěkný |  |
| 34                                                                                    | 34                                                                                    | Střely                  | 32                                      | Rozhodčí: Josef Barek Jan Jaroš Čároví: Petr Kotlík František Pěkný |  |

| 24. února 2024 17.00                       | HC Frýdek-Místek                           | 2 : 3 (1:1, 1:1, 0:1) | HC Slavia Praha                                             | Hala Polárka Návštěvnost: 1249                                      |  |
| Vojtěch Mokry                              | Vojtěch Mokry                              | Brankáři              | Paavo Hölsä                                                 | Rozhodčí: Kamil Zavřel Tomáš Horák Čároví: Jan Rakušan Pavel Blažek |  |
| Štěpán Macháček 06:57' Jakub Doktor 35:30' | Štěpán Macháček 06:57' Jakub Doktor 35:30' | 0:1 1:1 1:2 2:2 2:3   | 00:39' Matěj Beran 29:01' Robin Všetečka 42:38' Tomáš Guman | Rozhodčí: Kamil Zavřel Tomáš Horák Čároví: Jan Rakušan Pavel Blažek |  |
| 8 min                                      | 8 min                                      | Tresty                | 4 min                                                       | Rozhodčí: Kamil Zavřel Tomáš Horák Čároví: Jan Rakušan Pavel Blažek |  |
| 31                                         | 31                                         | Střely                | 26                                                          | Rozhodčí: Kamil Zavřel Tomáš Horák Čároví: Jan Rakušan Pavel Blažek |  |

| 28. února 2024 16.00                                          | HC Slavia Praha                                               | 3 : 2 PP (1:0, 0:1, 1:1 – 1:0) | SK Horácká Slavia Třebíč                    | Zimní stadion Eden Návštěvnost: 671                                 |  |
| Paavo Hölsä                                                   | Paavo Hölsä                                                   | Brankáři                       | Jan Mičán                                   | Rozhodčí: David Čáp Jakub Valenta Čároví: Štefan Belko Václav Beneš |  |
| Jiří Průžek 10:04' Robin Všetečka 58:15' Jaroslav Brož 63:06' | Jiří Průžek 10:04' Robin Všetečka 58:15' Jaroslav Brož 63:06' | 1:0 1:1 1:2 2:2 3:2            | 23:30' Antonín Bořuta 56:09' Martin Dočekal | Rozhodčí: David Čáp Jakub Valenta Čároví: Štefan Belko Václav Beneš |  |
| 8 min                                                         | 8 min                                                         | Tresty                         | 6 min                                       | Rozhodčí: David Čáp Jakub Valenta Čároví: Štefan Belko Václav Beneš |  |
| 37                                                            | 37                                                            | Střely                         | 35                                          | Rozhodčí: David Čáp Jakub Valenta Čároví: Štefan Belko Václav Beneš |  |

| 1. března 2023 18.00                     | SC Marimex Kolín                         | 2 : 5 (1:1, 0:3, 1:1)       | HC Slavia Praha                                                                                    | Zimní stadion města Kolín Návštěvnost: 2249                          |  |
| Jakub Soukup                             | Jakub Soukup                             | Brankáři                    | Paavo Hölsä                                                                                        | Rozhodčí: Ondřej Šudoma Jan Grygera Čároví: Václav Beneš Jakub Maňák |  |
| Petr Moravec 03:22' Matěj Chalupa 52:48' | Petr Moravec 03:22' Matěj Chalupa 52:48' | 0:1 1:1 1:2 1:3 1:4 2:4 2:5 | 03:13' Matěj Beran 23:58' Matěj Beran 27:59' Maxim Havrda 36:16' Dušan Žovinec 59:39' Edgars Kulda | Rozhodčí: Ondřej Šudoma Jan Grygera Čároví: Václav Beneš Jakub Maňák |  |
| 12 min                                   | 12 min                                   | Tresty                      | 14 min                                                                                             | Rozhodčí: Ondřej Šudoma Jan Grygera Čároví: Václav Beneš Jakub Maňák |  |
| 29                                       | 29                                       | Střely                      | 28                                                                                                 | Rozhodčí: Ondřej Šudoma Jan Grygera Čároví: Václav Beneš Jakub Maňák |  |

### Předkolo playoff
| 4. března 2023 18.00                                                 | HC Slavia Praha                                                      | 3 : 2 PP (0:0, 2:1, 0:1 – 1:0) | HC Dukla Jihlava                         | Zimní stadion Eden Návštěvnost: 1918                                       |  |
| Paavo Hölsä                                                          | Paavo Hölsä                                                          | Brankáři                       | Adam Beran                               | Rozhodčí: Jakub Zeliska Tomáš Zubzanda Čároví: Roman Zídek František Pěkný |  |
| Matouš Jan Kucharčík 23:56' Robin Všetečka 27:30' Matěj Beran 67:19' | Matouš Jan Kucharčík 23:56' Robin Všetečka 27:30' Matěj Beran 67:19' | 1:0 2:0 2:1 2:2 3:2            | 35:27' Radim Toman 50:30' Tomáš Harkabus | Rozhodčí: Jakub Zeliska Tomáš Zubzanda Čároví: Roman Zídek František Pěkný |  |
| 10 min                                                               | 10 min                                                               | Tresty                         | 8 min                                    | Rozhodčí: Jakub Zeliska Tomáš Zubzanda Čároví: Roman Zídek František Pěkný |  |
| 35                                                                   | 35                                                                   | Střely                         | 35                                       | Rozhodčí: Jakub Zeliska Tomáš Zubzanda Čároví: Roman Zídek František Pěkný |  |

| 6. března 2023 17.30 | HC Dukla Jihlava | 7 : 2 (1:0, 5:1, 1:1)               | HC Slavia Praha                                   | Zimní stadion Pelhřimov Návštěvnost: 1104                            |  |
| Adam Beran | Adam Beran | Brankáři                            | Paavo Hölsä (do 29:56) Tomáš Volevecký (od 29:57) | Rozhodčí: Kamil Zavřel Tomas Šico Čároví: Petr Maštalíř David Otáhal |  |
| Fabien Kočí 19:49' Tomáš Harkabus 23:26' Tomáš Harkabus 29:56' Tomáš Harkabus 32:29' Tomáš Havránek 36:29' Matouš Menšík 38:53' Radek Pořízek 54:29' | Fabien Kočí 19:49' Tomáš Harkabus 23:26' Tomáš Harkabus 29:56' Tomáš Harkabus 32:29' Tomáš Havránek 36:29' Matouš Menšík 38:53' Radek Pořízek 54:29' | 1:0 2:0 3:0 4:0 4:1 5:1 6:1 7:1 7:2 | 33:30' Edgars Kulda 58:52' Tomáš Knotek           | Rozhodčí: Kamil Zavřel Tomas Šico Čároví: Petr Maštalíř David Otáhal |  |
| 11 min | 11 min | Tresty                              | 67 min                                            | Rozhodčí: Kamil Zavřel Tomas Šico Čároví: Petr Maštalíř David Otáhal |  |
| 34 | 34 | Střely                              | 10                                                | Rozhodčí: Kamil Zavřel Tomas Šico Čároví: Petr Maštalíř David Otáhal |  |

| 7. března 2023 17.30                                            | HC Dukla Jihlava                                                | 3 : 0 (1:0, 0:0, 2:0) | HC Slavia Praha | Zimní stadion Pelhřimov Návštěvnost: 923                                    |  |
| Adam Beran                                                      | Adam Beran                                                      | Brankáři              | Paavo Hölsä     | Rozhodčí: Tomáš Horák Roman Svoboda Čároví: Milan Jindra František Štěpánek |  |
| Tomáš Harkabus 11:25' Šimon Jelínek 42:55' Marek Chvátal 59:58' | Tomáš Harkabus 11:25' Šimon Jelínek 42:55' Marek Chvátal 59:58' | 1:0 2:0 3:0           |                 | Rozhodčí: Tomáš Horák Roman Svoboda Čároví: Milan Jindra František Štěpánek |  |
| 6 min                                                           | 6 min                                                           | Tresty                | 14 min          | Rozhodčí: Tomáš Horák Roman Svoboda Čároví: Milan Jindra František Štěpánek |  |
| 30                                                              | 30                                                              | Střely                | 26              | Rozhodčí: Tomáš Horák Roman Svoboda Čároví: Milan Jindra František Štěpánek |  |